# 大同报
《大同报》是1931年九一八事变后朱雁秋在安庆组织“抗日后援会”时创办。该报系对开一大张的大型日报，总编辑胡啸宇。“左联”成员及受共产党影响的文学青年在该报发表过不少进步文章。1933年冬朱雁秋被安徽省政府主席刘镇华枪杀，该报停刊。